# Бретвиль-сюр-Лез (кантон)
Бретвиль-сюр-Лез (фр. Bretteville-sur-Laize) — упраздненный кантон во Франции, находился в регионе Нижняя Нормандия. Департамент кантона — Кальвадос. Входил в состав округа Кан. Население кантона на 2006 год составляло 13 859 человек.
Код INSEE кантона 1407. Всего в кантон Бретвиль-сюр-Лез входило 29 коммун, из них главной коммуной являлась Бретвиль-сюр-Лез.

## Коммуны кантона
- Барбери — население 613 чел.
- Булон — население 578 чел.
- Бретвиль-ле-Рабе — население 248 чел.
- Бретвиль-сюр-Лез — население 1551 чел.
- Ковикур — население 413 чел.
- Сенто — население 183 чел.
- Конде-сюр-Иф — население 393 чел.
- Эстре-ла-Кампань — население 201 чел.
- Фьервиль-Бре — население 458 чел.
- Фонтен-ле-Пен — население 318 чел.
- Френе-ле-Пюкё — население 612 чел.
- Френе-ле-Вьё — население 256 чел.
- Гувикс — население 838 чел.
- Гренвиль-Ланганри — население 626 чел.
- Грембоск — население 283 чел.
- Ле-Бю-сюр-Рувр — население 98 чел.
- Ле-Мутье-ан-Сингле — население 414 чел.
- Маньи-ла-Кампань — население 517 чел.
- Мезьер — население 416 чел.
- Мулин — население 253 чел.
- Мютреси — население 318 чел.
- Уйи-ле-Тессон — население 525 чел.
- Рувр — население 212 чел.
- Сен-Жермен-ле-Вассон — население 911 чел.
- Сен-Лоран-де-Кондель — население 507 чел.
- Сен-Сильвен — население 1210 чел.
- Суаньоль — население 74 чел.
- Юрвиль — население 460 чел.
- Вьё-Фюме — население 373 чел.